# Märstetten
Märstetten – miejscowość i gmina (Politische Gemeinde) w północno-wschodniej Szwajcarii, w kantonie Turgowia, w okręgu (Bezirk) Weinfelden. Leży nad rzeką Thur. 

## Demografia
W Märstetten mieszka 2 908 osób. W 2021 roku 16,3% populacji gminy stanowiły osoby urodzone poza Szwajcarią. 

## Transport
Przez teren gminy przebiegają drogi główne nr 14 i nr 16.